# آندره لوئیز سیلوا دو ناسیمنتو
آندره لوئیز سیلوا دو ناسیمنتو (به پرتغالی: André Luiz Silva do Nascimento) بازیکن فوتبال در پست مدافع اهل برزیل است که در شهر São João del Rei و در تاریخ ۲۷ ژانویهٔ ۱۹۸۰ به دنیا آمده‌است.
آندره لوئیز سیلوا دو ناسیمنتو در تیم‌های فوتبال کروزیرو و نانسی سابقهٔ حضور دارد.